# Helicopsyche malickyi
Helicopsyche malickyi är en nattsländeart som beskrevs av Kjell Arne Johanson 1998. Helicopsyche malickyi ingår i släktet Helicopsyche och familjen Helicopsychidae. Inga underarter finns listade i Catalogue of Life.